# Einhaus (Bingum)

Wurmerie (seit 1824 Einhaus; siehe linke Bildhälfte, unterer Rand) auf der Mellama-Karte des Rheiderlandes (zwischen 1717 und 1719)

Einhaus (plattdeutsch: Eenhus) ist ein Einzelgehöft im Leeraner Stadtteil Bingum. Sein früherer Name war Wurmerei.

## Lage
Einhaus liegt auf dem westlich der Ems gelegenen Gebiet der Stadt Leer und zwar an dem Weg, der von Bingumgaste durch den Hammrich nach der rheiderländischen Stadt Weener führt.

## Geschichte
Einhaus wird 1823 zum ersten Mal im Statistischen Repertorium über das Königreich Hannover dokumentiert und 1824 auch als plattdeutsch Eenhus in der Erdbeschreibung des Fürstenthums Ostfriesland und des Harlingerlandes. Der Name des Gehöfts ist eine Zusammensetzung aus dem Zahlwort ein und Haus und bedeutet einfach „einzelnes Haus“, vermutlich in Abgrenzung zu den beiden anderen Wohnplätzen an diesem Weg, die Dreehusen und Tweehusen heißen und zu Weener gehören. 
Der frühere Name Wurmerei leitet sich möglicherweise von Wurm her. Auf der zwischen 1717 und 1719 von H. Mellama herausgegebenen Kaarte van Westerwoldingerland (…) findet sich dafür Bezeichnung Wurmerie. Für 1787 ist die Schreibweise Wurmerey belegt.
1823 lebten auf dem Gehöft sechs Einwohner, 1848 waren es vier.